# 保国会
保国会是中国清朝戊戌变法时期成立的一个政治团体。

## 歷史沿革
清光绪23年十月（1897年11月），德国强占中国胶澳地区（今属青岛市），中国面临着被西方各国瓜分的危机，国内自强改革的呼声顿起。在康有为等人的推动下，各省在北京的人士纷纷立会，如粤学会、蜀学会、闽学会、关学会等，各会决定实现联合，以“成一大会，以伸国愤”。
1898年4月12日，保国会在北京成立，拟定《保国会章程》三十条，以“保国”、“保种”、“保教”为宗旨。保国，即“保国家之政权、土地”；保种，即“保人民种类之自立”，保教，即“保圣教之不失”。保国会的活动主要集中在变法、外交、经济等方面，希望能够协助政府治理国家。保国会拟在北京、上海设总会，各省、府、县设分会，是中国近代历史上第一个政党雏形。
保国会前后共集会三次，接着，保滇会、保浙会、保川会等陆续相继组织。这些活动很快遭到清朝政府守旧派的攻击。洪嘉、孙灏、潘庆澜等相继出面攻击，指责其“揽权生事”、促进中国分裂、“形同叛逆”。此后，保国会停止活动，实际上已解散。